# Fayet (Aisne)
Fayet és un municipi francès situat al departament de l'Aisne i a la regió dels Alts de França. L'any 2007 tenia 532 habitants.

## Demografia

### Població
El 2007 la població de fet de Fayet era de 532 persones. Hi havia 232 famílies de les quals 48 eren unipersonals (16 homes vivint sols i 32 dones vivint soles), 104 parelles sense fills, 72 parelles amb fills i 8 famílies monoparentals amb fills.
La població ha evolucionat segons el següent gràfic:
Habitants censats

### Habitatges
El 2007 hi havia 241 habitatges, 227 eren l'habitatge principal de la família, 5 eren segones residències i 9 estaven desocupats. Tots els 240 habitatges eren cases. Dels 227 habitatges principals, 208 estaven ocupats pels seus propietaris, 14 estaven llogats i ocupats pels llogaters i 5 estaven cedits a títol gratuït; 5 tenien dues cambres, 20 en tenien tres, 38 en tenien quatre i 164 en tenien cinc o més. 207 habitatges disposaven pel capbaix d'una plaça de pàrquing. A 85 habitatges hi havia un automòbil i a 124 n'hi havia dos o més.

### Piràmide de població
La piràmide de població per edats i sexe el 2009 era:
| Homes | Edats   | Dones |
| ----- | ------- | ----- |
| 0     | 95 o +  | 0     |
| 0     | 90 a 94 | 0     |
| 4     | 85 a 89 | 0     |
| 0     | 80 a 84 | 4     |
| 16    | 75 a 79 | 12    |
| 24    | 70 a 74 | 20    |
| 24    | 65 a 69 | 32    |
| 0     | 60 a 64 | 16    |
| 32    | 55 a 59 | 4     |
| 4     | 50 a 54 | 28    |
| 40    | 45 a 49 | 32    |
| 28    | 40 a 44 | 32    |
| 16    | 35 a 39 | 20    |
| 12    | 30 a 34 | 8     |
| 8     | 25 a 29 | 12    |
| 12    | 20 a 24 | 12    |
| 20    | 15 a 19 | 8     |
| 24    | 10 a 14 | 24    |
| 24    | 5 a 9   | 12    |
| 28    | 0 a 4   | 12    |

## Economia
El 2007 la població en edat de treballar era de 327 persones, 237 eren actives i 90 eren inactives. De les 237 persones actives 225 estaven ocupades (116 homes i 109 dones) i 12 estaven aturades (7 homes i 5 dones). De les 90 persones inactives 32 estaven jubilades, 31 estaven estudiant i 27 estaven classificades com a «altres inactius».

### Ingressos
El 2009 a Fayet hi havia 239 unitats fiscals que integraven 593,5 persones, la mediana anual d'ingressos fiscals per persona era de 28.638 €.

### Activitats econòmiques
Dels 108 establiments que hi havia el 2007, 1 era d'una empresa alimentària, 1 d'una empresa de fabricació d'altres productes industrials, 4 d'empreses de construcció, 77 d'empreses de comerç i reparació d'automòbils, 1 d'una empresa de transport, 8 d'empreses d'hostatgeria i restauració, 1 d'una empresa d'informació i comunicació, 2 d'empreses financeres, 4 d'empreses immobiliàries, 4 d'empreses de serveis, 1 d'una entitat de l'administració pública i 4 d'empreses classificades com a «altres activitats de serveis».
Dels 14 establiments de servei als particulars que hi havia el 2009, 1 era una oficina bancària, 1 taller de reparació d'automòbils i de material agrícola, 1 paleta, 1 fusteria, 1 empresa de construcció, 4 perruqueries i 5 restaurants.
Dels 56 establiments comercials que hi havia el 2009, 1 era, 1 un supermercat, 2 fleques, 1 una carnisseria, 2 llibreries, 20 botigues de roba, 1 una botiga de roba, 6 sabateries, 2 botigues d'electrodomèstics, 6 botigues de mobles, 3 botigues de material esportiu, 1 una botiga de material esportiu, 3 perfumeries, 4 joieries i 3 floristeries.

## Equipaments sanitaris i escolars
El 2009 hi havia una escola elemental.

## Poblacions més properes
El següent diagrama mostra les poblacions més properes.